# Wreechen

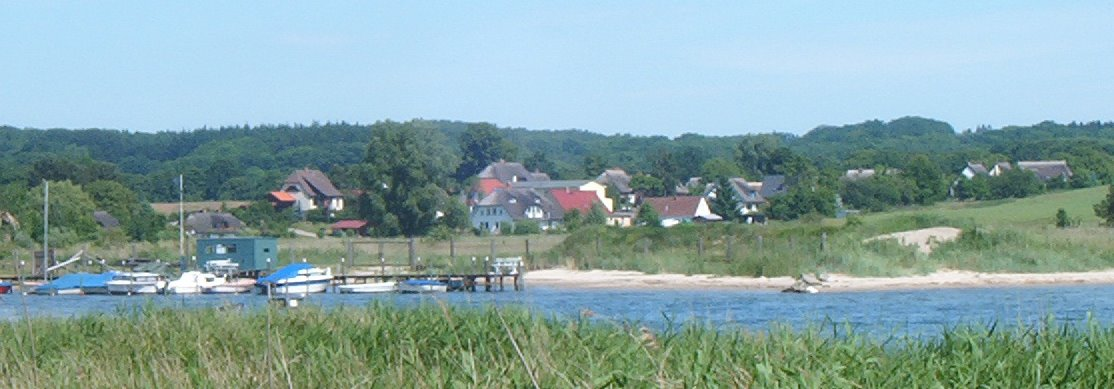
Wreechen von Neukamp aus gesehen

Wreechen ist ein Stadtteil von Putbus auf der Insel Rügen.

## Lage
Der Ort ist landschaftlich schön gelegen zwischen dem Wreecher See im Westen und dem Rügischen Bodden im Osten. Das Dorf zieht sich im Wesentlichen an der nord-südlich verlaufenden Straße von Putbus nach Neukamp entlang. Nordwestlich des Ortes liegt das Gehöft der ehemaligen Wassermühle Wreechen.

## Geschichte
Erstmals erwähnt wurde Wreechen 1318. Der Name dürfte sich vom slawischen Vrechy für das deutsche Nuss ableiten, so dass die ursprüngliche Bedeutung wohl als Siedlung mit Nussbäumen zu sehen ist.
Bereits im 14. Jahrhundert wurde zwischen Groß und Klein Wreechen unterschieden. Klein Wreechen umfasste das Gebiet um die Wassermühle Wreechen. Für das 16. Jahrhundert wird dort auch das Bestehen eines Kruges vermutet. Groß Wreechen war das eigentliche Bauerndorf. Zunächst bestand dort ein Bauernhof. 1532 wurden für Groß Wreechen zwei Bauernhöfe und zwei Katen genannt. Beide Teile Wreechens gehörten zur Grundherrschaft der Herren zu Putbus.
Die Wassermühle wurde erstmals 1396 urkundlich erwähnt. 1794 wurde wegen anhaltender Wasserknappheit für den Wassermüller eine Bockwindmühle errichtet. Eine weitere Windmühle, von Kleinbauern gemeinschaftlich genutzt, befand sich östlich des Dorfes. Die Bockwindmühle brannte nach Brandstiftung 1899 ab. 1927 wurde Wreechen an das Stromnetz angeschlossen und die Gemeinschaftsmühle stillgelegt. Die Wassermühle blieb für den Eigenbedarf bis 1936 in Betrieb.
Zu DDR-Zeiten erholten sich Kinder in einem Kinderferienlager, das im Ort errichtet wurde.
Nach der politischen Wende von 1989 entstanden in Wreechen diverse Neubauten. Diese veränderten das Ortsbild zwar nicht grundlegend, das ursprünglich offene, eher einer Streusiedlung entsprechende Dorfbild näherte sich jedoch dem Bild eines Straßendorfes in offener Bauweise an.

## Wirtschaft
Der Ort ist touristisch geprägt. Es bestehen kleine bis mittlere Beherbergungsbetriebe.